# ماچییا

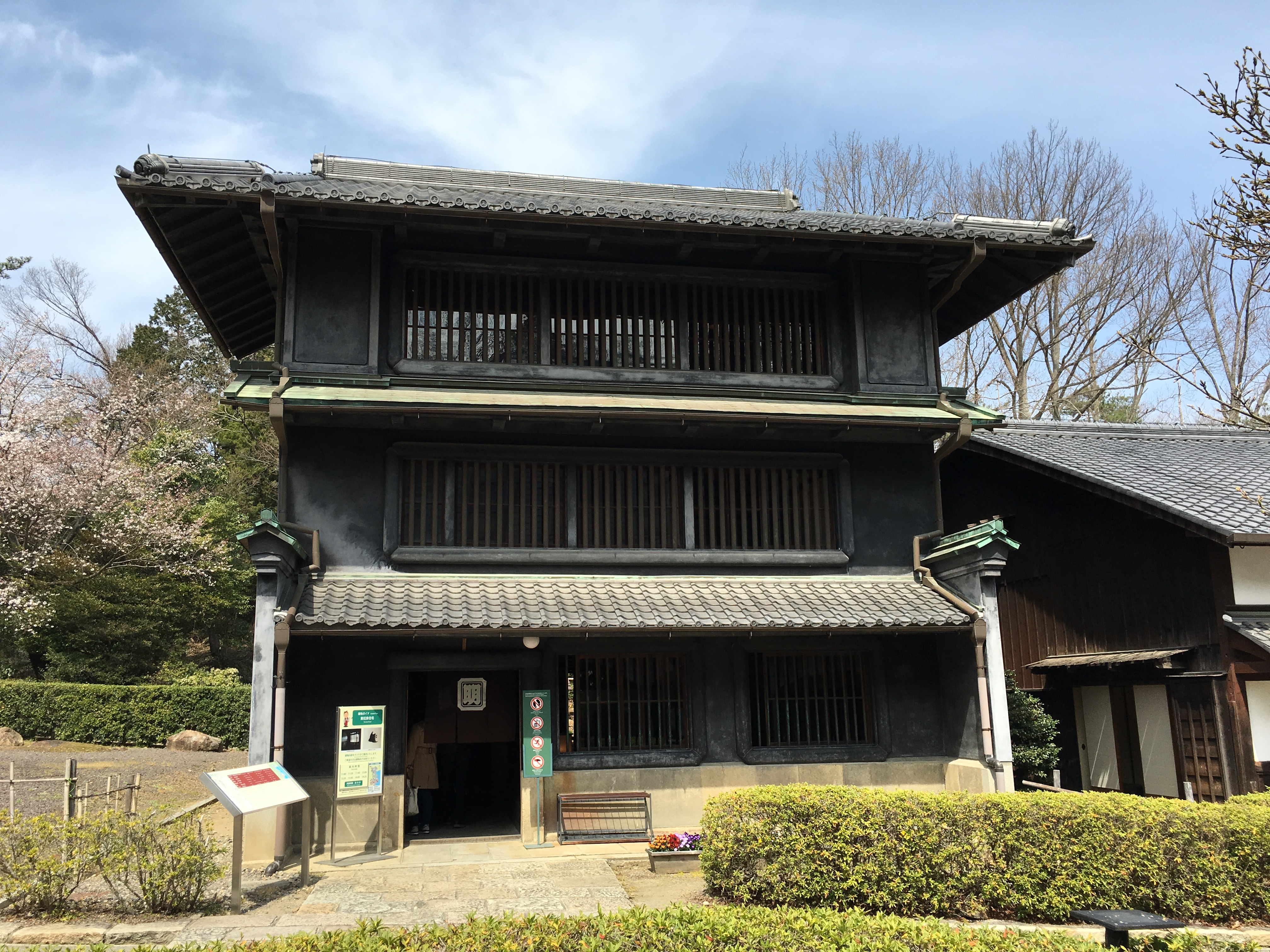
نمونه یک ماچییای بزرگ در ناگویا

ماچییا، خانه‌های شهری (به ژاپنی: (町屋/町家 machiya) خانه‌های سنتی چوبی هستند که در سراسر ژاپن و در پایتخت تاریخی کیوتو یافت می‌شوند. ماچییا (خانه‌های شهری) و نویا (خانه‌های مزرعه‌ای) دو دسته معماری بومی ژاپن معماری بومی را تشکیل می‌دهند که به مینکا (خانه‌های محلی) معروف است. ماچییا از اوایل دوره هی‌آن آغاز شد و تا دوره ادو و حتی دوره میجی ادامه داشت. ماچییا بازرگانان و صنعتگران شهری را در خود جای داده‌است، طبقه ای که در کل به آن چونین (مردم شهر) گفته می‌شود.